# På Madagaskar
På Madagaskar är ett spex i två akter, uruppfört den 2 april 1870 vid Södermanlands-Nerikes nation i Uppsala. 
Librettot författades av Hugo Montgomery-Cederhielm och musiken komponerades av Anton Kull samt Carl August Forssman. Till sin dramatiska form är spexet en parodi på samtida operett (framför allt Offenbachs "opéra bouffe"), men har ofta, också av upphovsmännen, kallats för en "opera buffa". Texten till spexet skall enligt Hugos kamrat Axel Borg ha skrivits på en enda natt hösten 1869. I ett brev berättar han följande om spexets tillblivelse:
| ” | Då Montgomery och jag en kväll sutto tillsammans på Taddis och språkade, råkade vi komma att tala om önskvärdheten av ett nytt spex. Förslagsvis nämndes Madagaskars exotiska miljö som lämplig. Vi blevo intresserade och gingo länge tillsammans på natten, under det att Montgomery å rak arm utkastade planen till det nya mästerverket. Vi skiljdes åt sent, men kl. 7 följande morgon kom Montgomery och väckte mig och läste upp spexet. Det var då så gott som fullständigt. | „ |

De tog därefter kontakt med Kull som var sång- och musikanförare vid nationen och Forssman som var dennes företrädare i ämbetet för att få hjälp med att komponera spexets originalmusik. Dessa hämtade inspiration från kompositörer som Offenbach, Donizetti, Meyerbeer, Flotow och Verdi. Denna första version av På Madagaskar är skriven för sångare (solister och kör) med pianoackompanjemang. År 1906 arrangerades spexet för större orkester av Albert Gille, som också satte samman en ouvertyr. Detta arrangemang framfördes första gången vid uppsättningen 1907, och har använts vid alla större uppsättningar därefter.
På Madagaskar fick inte samma spridning utanför Uppsala och Södermanlands-Nerikes nation som föregångaren Mohrens sista suck, dels eftersom det (enligt nationens beslut) endast får sättas upp av nationen själv, dels eftersom musiken i sin helhet aldrig publicerats. Spexet sattes upp ett flertal gånger under det sena 1800- och tidiga 1900-talet (1880, 1894, 1905, 1907 och 1911); 1907 och 1911 gjordes också turnéer, den senare i mycket stort format. Med undantag för 1967 har spexet satts upp vart tionde år alltsedan 1937, sedan 2007 också med kvinnor i rollistan.

## Handling
I programbladet från uppsättningen 1947 beskrivs spexets handling på följande vis:
Första akten. På Madagaskar härskar den ädla men grymma drottning Uschiameja över ett folk, som finner sin högsta timliga njutning i människoätande. Brist på material har då och då gjort sig gällande, dock har drottningen försäkrat sig om en rask leverantör i konung Radamuffo, utomordentligt nitisk i den avsikten att vinna den sköna prinsessan Guttaperchas hand. Denna senare förälskar sig emellertid trolöst i den franske botanisten A la Bonneheure, vilken jämte sin vän, den svenske studenten Rapp, skeppsbruten kastats i land på Madagaskar. Under en idyll med Guttapercha blir A la Bonneheure överraskad av madagaskerna och jämte Rapp gripen. Guttaperchas lyriska nådeansökan tillbakavisas bestämt av de utsvultna dignitärerna och främlingarna bestämmas till biffstekar vid gudinnan Rakkas fest. 

Andra akten. De sättas på en välbehövlig gödkur. Genom att skickligt begagna en föreskrift i Madagaskars lagstiftning lyckas emellertid Guttapercha rädda sin själs älskade, under det att Rapp med sitt vakna upsaliensiska intellekt klarar sig själv. Allt slutar i frid och försoning, och under bröllopsfestens glam och gny faller ridån.    

## Inspelningar
- På Madagaskar - Mohrens sista suck. Södermanlands-Nerikes nationalkapell med solister och kör. Dirigent Christer Henriksén (BIS-NL-CD-5004, april 1997)
- På Madagaskar - Mohrens sista suck. Live från Uppsala Stadsteater Maj 1997. Södermanlands-Nerikes nationalkapell med solister och kör. Dirigent Christer Henriksén